# Gent en diumenge
Gent en diumenge (alemany: Menschen am Sonntag) és una pel·lícula muda alemanya dirigida el 1929 per Robert Siodmak, i estrenada el 1930. Els intertítols han estat traduïts al català.

## Argument
Berlín, final dels anys 1920. Un jove representant (Wolfgang) lliga amb una noia al carrer. Prenen una copa i queden diumenge per anar a banyar-se. Cristl té una amiga que ven discos. Erwin, el veí i amic de Wolfgang és un taxista que viu amb una model (Annie).
La parella és convidada a la sortida de diumenge però Annie, enfadada amb Erwin, no vol aixecar-se. Els dos homes es banyaran doncs amb les noies portades per Wolfgang. La situació és evocadora i sensual. Els amics es despullen, es banyen, l'atmosfera es relaxa. Després del bany, Brigitte és perseguida per Wofgang al fons del bosc on fan l'amor. Cristl mostra el seu despit i Erwin la consola. Tornen, decideixen tornar-se a veure. Erwin troba Annie al llit i creient-se al matí. El dilluns, els berlinesos tornen al treball. Un cartell acaba la pel·lícula: «4 milions de berlinesos esperen diumenge que ve».

## Context històric
A Alemanya, la República de Weimar designa el període comprès entre 1919 i 1933. Els inicis de la república són difícils. De juny de 1928 a març de 1930 el canceller és Hermann Müller, membre del partit socialdemòcrata alemany (Sozialdemokratische Partei Deutschlands SPD), que governa al si d'una «gran coalició» (Große Koalition) esquerra-dreta. Heinrich Brúning, membre del partit del centre (Zentrum) el succeeix fins a 1932.
Menschen am Sonntag  de Robert Siodmak, és rodada l'any 1929, a Berlín. En aquesta època, Alemanya coneix un període de bonança econòmica que s'estén de 1924 a 1929: són els «anys bojos», o « goldene Zwanziger ». En aquesta època, Berlín té 4 milions d'habitants aproximadament.
Durant els anys bojos, la ciutat de Berlín es desenvolupa. El 1924 l'Aeroport de Berlin-Tempelhof es converteix en el primer aeroport de Berlín. El mateix any Berlín s'hissa al rang de segon port fluvial del país. El 1926, s'inaugura la torre de ràdio berlinesa. La ciutat és en plena expansió.
Gràcies a la conjuntura econòmica particularment favorable, Berlín es converteix en un dels grans centres culturals i científics europeus. Personalitats com el dibuixant Georg Grosz, els escriptors Bertolt Brecht i Kurt Tucholsky els actors i cineastes Marlène Dietrich, Friedrich Wilhelm Murnau i Fritz Lang contribueixen a l'emulació cultural al final dels anys 1920.
Durant aquest període, els joves Berlinesos aprofiten els lleures que ofereix la ciutat. Es troben a Berlín molts bars, cafès, cellers de vi, salons de te russos o cabarets en els quals es pot ballar el xarleston o el jazz. Els costums canvien. Les dones s'emancipen, s'imposen en nous d'oficis i fumen. En art, el cubisme embogeix.
El crack bancari d'octubre de 1929 als Estats Units marca el començament d'una Gran Depressió que s'estén a Europa. Al final de l'any 1929 el dèficit d'Alemanya s'eleva a 1,5 mil milions de marcs alemanys; la taxa d'atur supera un 25% de la població activa el 1932, alimentant desil·lusió i còlera en la població.

## Una pel·lícula, un moviment: La nova objectivitat
Aquest moviment neix a Alemanya en el període d'entreguerres. Agafa el seu desenvolupament a trenc d'alba dels anys 1920, un període de crisi política i econòmica a Alemanya (els trastorns polítics i la inflació duren fins a 1923). Aquest moviment va en contra de l'expressionisme i prohibeix una tornada al realisme. Alguns crítics d'art parlaran «d'un cert neorealisme» i d'altres diran que es tracta « d'un art del testimoniatge i de la diligència de comprovació que formula una mirada ....sobre els fets diaris dels homes i de les dones».
Aquest moviment s'obre entre 1924 i 1930 en diferents àmbits: la literatura, el cinema, la música, la pintura, etc.
En el cinema, la pel·lícula més representativa d'aquest moviment és Berlín, simfonia d'una gran ciutat de Walter Ruttmann, que està composta de seqüències temàtiques com la circulació de cotxes, les màquines, la prostitució, etc. Alguns crítics diran que la ciutat hi apareix com una màquina que es fa arrencar el matí, que es tanca de nit i que pel seu ritme determina la vida dels homes

## Pel·lícula i documental
Menschen am Sonntag de Robert Siodmak és una pel·lícula que presenta alhora aspectes del documental i alhora aspectes de pel·lícula. Es pot partir la pel·lícula en dos: d'una banda la història dels cinc còmplices i de l'altre les diferents preses de vistes de Berlín, del llac, de la gent.
La pel·lícula comença anunciant: «Una pel·lícula sense actors», després a propòsit dels actors: «Aquestes cinc persones mai no havien estat filmades abans, avui han tornat a la seva feina». Des del començament la pel·lícula no s'inscriu en cap trajectòria clàssica.
La història dels cinc còmplices :
Els plans que filmen la història d'Erwin, Christl, Wolgang, Brigitte (i Annie) són generalment estilitzats. Siodmak té com a recurs primers plans per posar en valor les expressions dels personatges i afegir efectes de dramatització. De vegades fins i tot els plans són molt estrets sobre certs elements de la cara. Algunes escenes són clarament treballades per subratllar-ne el caràcter gràfic. Certs enquadraments dels personatges són molt cinematogràfics i contrasten amb les preses de vista més documentals.
La part documental :
La pel·lícula ofereix nombroses vistes de la ciutat, del llac, dels banyistes o dels berlinesos. Aquestes funcionen principalment de dues maneres. Sigui en forma de quadre, s'ensenya una escena després es passa a una altra i així successivament. La càmera és estàtica, com un marc, es dirigeix a una part de la ciutat en la qual la gent, cotxes, etc. desfilen. Sigui la càmera que escombra l'escena, és mòbil, i acompanya el desplaçament d'un metro, d'un bus o ofereix una visió panoràmica d'un indret. La part «documental» de la pel·lícula ofereix en definitiva una gran riquesa, utilitza efectes especials per superposar unes imatges a d'altres o per efectuar una transició. Siodmak filma igualment els banyistes d'un dels llacs berlinesos que es fan fotografiar. Aquesta escena és particularment interessant perquè apareix com una part completa dins de la pel·lícula: aquesta seqüència és balisada per dos plafons «atenció el petit ocell sortirà» i « moltes gràcies ». Entre aquests dos plafons se succeeixen els fotografiats, les fotografies després d'altres fotografies de parelles. Aquesta seqüència sorprèn pel seu muntatge molt estructurat. Un altre punt notable d'aquesta seqüència és l'acompanyament musical, segueix el ritme perfectament la velocitat en la qual desfilen les diferents fotografies. Aquesta tècnica és represa en una altra escena, i permet donar encara més relleu a la seqüència.

## Repartiment
Actors en els seus propis papers:
- Brigitte Borchert: Brigitte
- Christl Ehlers: Christl
- Annie Schreyer: Annie
- Wolfgang von Walthershausen: Wolfgang
- Erwin Splettstosser: Erwin
- Heinrich Gretler: Heinrich
- Valeska Gert: Valeska
- Kurt Gerron: Kurt
- Ernst Verebes: Ernst

## Comentari
Per a la seva primera realització, Robert Siodmak reuneix al voltant d'ell, a la tècnica, alguns futurs grans noms del cinema als Estats Units: el seu germà Kurt (Curt) Siodmak, Eugen Schüfftan (que va treballar en principi, a Alemanya, amb Georg Wilhelm Pabst entre altres), Billie (Billy) Wilder, Fred Zinnemann i Edgar G. Ulmer. Aquest elenc va construir la reputació de Menschen am Sonntag , a més de les seves qualitats pròpies.